# أندريه كانا بييك
أندريه كانا بييك (بالفرنسية: André Kana-Biyik) (مواليد 1 سبتمبر 1965) هو لاعب كرة قدم. يلعب مع منتخب الكاميرون لكرة القدم. سبق له أن لعب في كأس العالم لكرة القدم مع منتخب بلاده.

## روابط خارجية
- أندريه كانا بييك على موقع الاتحاد الدولي (مؤرشف)  (الإنجليزية)
- أندريه كانا بييك على موقع قاعدة بيانات كرة القدم.إي يو (الإنجليزية)
- أندريه كانا بييك على موقع ناشيونال فوتبول تيمز (الإنجليزية)
- أندريه كانا بييك على موقع Soccerway.com (الإنجليزية)
- أندريه كانا بييك على موقع عالم كرة القدم.نت (الإنجليزية)